# I giorni del commissario Ambrosio
Pour plus de détails, voir Fiche technique et Distribution.
I giorni del commissario Ambrosio est un film italien réalisé par Sergio Corbucci, sorti en 1988.

## Fiche technique
- Titre français : I giorni del commissario Ambrosio
- Réalisation : Sergio Corbucci
- Scénario : Sergio Corbucci, Cesare Frugoni et Giorgio Arlorio
- Photographie : Danilo Desideri
- Montage : Ruggero Mastroianni
- Musique : Armando Trovajoli
- Production : Claudio Bonivento
- Pays d'origine : Italie
- Format : Couleurs - Mono
- Date de sortie : 1988

## Distribution
- Ugo Tognazzi : Giulio Ambrosio
- Carlo Delle Piane : Enzo Bandelli
- Claudio Amendola : Luciano
- Cristina Marsillach : Sandra Bandelli
- Amanda Sandrelli : Antonia
- Duilio Del Prete : Francesco Borghi
- Teo Teocoli : Lo spacciatore
- Elvire Audray : Sharon
- Carla Gravina : Tullia Bandelli

## Autour du film
À l'origine, Lino Ventura devait incarner le rôle principal. Le film devait également avoir un autre titre, Maledetto Ferragosto (titre d'un des romans de Renato Olivieri, créateur du commissiaire Ambrosio), et devait être réalisé par Francesco Massaro. À la suite du décès de Ventura, c'est Ugo Tognazzi qui est choisi. Le scénario s'inspire librement d'un autre livre d'Olivieri, lI caso Kodra.